# Clubiona baborensis
Clubiona baborensis là một loài nhện trong họ Clubionidae.
Loài này thuộc chi Clubiona. Clubiona baborensis được J. Denis miêu tả năm 1937.